# James Coleman (Künstler)
James Coleman (* 1941 in Ballaghaderreen, Irland) ist ein irischer Konzeptkünstler. Er arbeitet vor allem mit Video- und Diainstallationen.
James Coleman studierte in Dublin am National College of Art and Design und am University College Dublin. Anschließend verbrachte er einige Zeit in Paris und London, bevor es ihn für etwa 20 Jahre nach Mailand zog. Heute lebt und arbeitet er wieder in Dublin. Im Juni 2006 erhielt er die Ehrendoktorwürde Doctor of Fine Arts der National University of Ireland in Galway.
Er hat Irland auf der Pariser Biennale 1973 repräsentiert. Auf der documenta 12 in Kassel 2007 zeigte James Coleman den Film Retake with Evidence mit dem Schauspieler Harvey Keitel.
2002 erhielt Coleman den Kurt-Schwitters-Preis für Bildende Kunst der Niedersächsischen Sparkassenstiftung.

## Wichtige Ausstellungen
- Museo Reina Sofía, Madrid, 2012
- Irish Museum of Modern Art, Projects Arts Centre, Royal Hibernian Academy, Dublin, 2009
- documenta 12, Kassel, 2007
- Marian Goodman Gallery, Paris, 2006
- Irish Museum of Modern Art, Dublin, 2006
- Biennale of Sydney, Sydney, 2004
- Miami Art Central (MAC), 2004
- Städtische Galerie im Lenbachhaus und Kunstbau, München, 2002[1]
- Documenta11, Kassel, 2002
- Between Cinema and a Hard Place, Tate Modern, London, 2000
- 4. Biennale de Lyon, Lyon, 1997
- documenta X, Kassel, 1997
- DOCUMENTA IX, Kassel, 1992
- Pariser Biennale 1973